# SNHU 아레나
SNHU 아레나(SNHU Arena)은 미국 뉴햄프셔주 맨체스터에 위치한 실내 경기장이다. 현재 ECHL 맨체스터 모나크스의 홈경기장으로 사용되고 있으면, 과거 AHL 맨체스터 모나크스의 홈경기장으로 사용했다.